# Царевна-Несмеяна (картина)
«Царевна-Несмеяна» — картина Виктора Васнецова на сказочную тему, написанная в 1916 году.

## Создание и судьба картины
«Царевна-Несмеяна» стала частью цикла «Поэма семи сказок», задуманного Васнецовым в 1880-х — 1890-х годах. Материал для неё художник почерпнул из ряда сказок на бродячий сюжет о принцессе, которая никогда не смеётся. Отец Несмеяны обещает отдать выдать дочь за того, кто её рассмешит, и в результате собирается множество женихов. На картине изображена толпа претендентов, кланяющихся царевне, а на переднем плане царит безудержное веселье.
Искусствоведы видят в изображённой Васнецовым царевне символ нравственности и достоинства. Ей противопоставлены женихи, алчущие богатств и власти. На сводах терема над женихами видны изобличающие их изображения.
Картина была написана в 1916 году. Она хранилась в семье Васнецова, а в 1951 году была передана в Третьяковскую галерею.